# Calella
Calella [kəˈleʎə] ist eine spanische Stadt an der katalanischen Costa del Maresme und liegt 56 Kilometer von Barcelona entfernt. Zur besseren Unterscheidung von Calella de Palafrugell ist die nichtamtliche Bezeichnung Calella de la Costa gebräuchlich. Angesichts der großen Anzahl deutscher Touristen wird der Ort auch als Calella dels Alemanys (auf Katalanisch) bzw. Calella de los Alemanes (auf Spanisch) bekannt.
In Calella leben auf 7,9 km² insgesamt 20.369 Einwohnern (Stand: 2024). Haupteinnahmequelle ist – wie bei einem Großteil der Städte an der Costa del Maresme – der Tourismus, im Sommer während der Haupturlaubssaison kommen auf einen Einwohner drei Touristen.

## Stadtbild
Das Stadtbild von Calella ist von vielen Hotelanlagen und anderen Gastunterkünften geprägt. Inzwischen werden allerdings die schlechteren Hotels wieder zurückgebaut oder aufwändig renoviert – Hotelneubauten gibt es nahezu keine mehr. Stattdessen werden vermehrt Appartementbauten errichtet, die meist als Wochenendwohnungen für wohlhabende Barcelonesen dienen.
Auch wenn die Stadt vom Strand aus gesehen durch Hotels geprägt ist, hat sich Calella noch eine Altstadt bewahrt. Ein Großteil der Touristen sind Jugendliche, die durch die große Partymeile angezogen werden. Der Casc Antic hat durchaus noch den Charme einer typischen katalanischen Kleinstadt, auch wenn die Stadtverwaltung Plätze wie die Plaça de la Constitució an der sich das Rathaus befindet, oder die Plaça de l’Església an der Kirche Santa Maria i Sant Nicolau zur leichteren Reinigung mit Platten und Steinen umgestaltet hat. Oberhalb der Altstadt, die durch schmale Gassen und Basarstraßen weitgehend fußläufig ist, trennt die Nationalstraße II, die von der französisch-spanischen Grenze Richtung Barcelona führt, die Altstadt von der Neustadt.
Der große Sandstrand und die Strandpromenade werden durch die Gleise der Rodalies, einer Art S-Bahn, die entlang der Costa Brava und der Costa del Maresme nach Barcelona führt, getrennt. Durch die Modernisierung der Gleise und Bahnen im Rahmen der Olympischen Sommerspiele 1992 ist die einstige Lärmbelästigung weitgehend reduziert worden.

## Landschaft und Umgebung
Calella hat einen rund 3,5 Kilometer langen, grobkörnigen Sandstrand. Unterhalb des Leuchtturms hinter dem Ende des Hauptstrandes – um die Felsen herum – liegt eine kleine Bucht, welche als FKK-Strand ausgewiesen ist. Der Strand Rocca Grossa liegt wie der Strand Roca Pins südlich des Leuchtturms und gehört zu den bewirtschafteten Familienstränden. Es handelt sich um abgeschlossene Badebuchten, die über Treppen von der N II zu erreichen sind. Es gibt noch zwei weitere Badebuchten, die aber schlechter zu erreichen sind. Im Hinterland von Calella erstreckt sich der bewaldete Höhenzug der Serra de Montnegre, ein Naturschutzgebiet, das zahlreiche Wanderwege bietet.

## Tourismus
Neben Lloret de Mar ist Calella das bei Jugendlichen zweitbeliebteste Ferienziel östlich von Barcelona. Entlang der Rambla de Capasbre finden sich zahlreiche Nachtclubs, die gesamte Innenstadt ist von Hotelgästen geprägt.

## Verkehr
Im öffentlichen Verkehr ist die Stadt durch den Bahnhof Calella an der Bahnlinie von Barcelona nach Maçanet-Massanes erschlossen. Vorwiegend verkehren hier Regionalzüge der Rodalies Barcelona, zudem einmal wöchentlich ein Nachtzug nach Madrid. Die Feinverteilung übernehmen einige Buslinien.

## Sehenswürdigkeiten
Zu den Sehenswürdigkeiten Calellas zählen das Rathaus, die neoklassizistische Kirche Sant Maria i Sant Nicolau, der 1859 errichtete Leuchtturm, die von mediterranem Flair geprägte Einkaufsstraße, sowie die Les Torretes genannten Ruinen zweier Signaltürme einer Strecke optischer Telegrafen aus dem 19. Jahrhundert, wobei der erste Turm (1848 gebaut) der militärischen Nachrichtenübermittlung diente, der zweite, höhere Turm (1857 gebaut) der kommerziellen Nachrichtenübermittlung.

## Fotogalerie

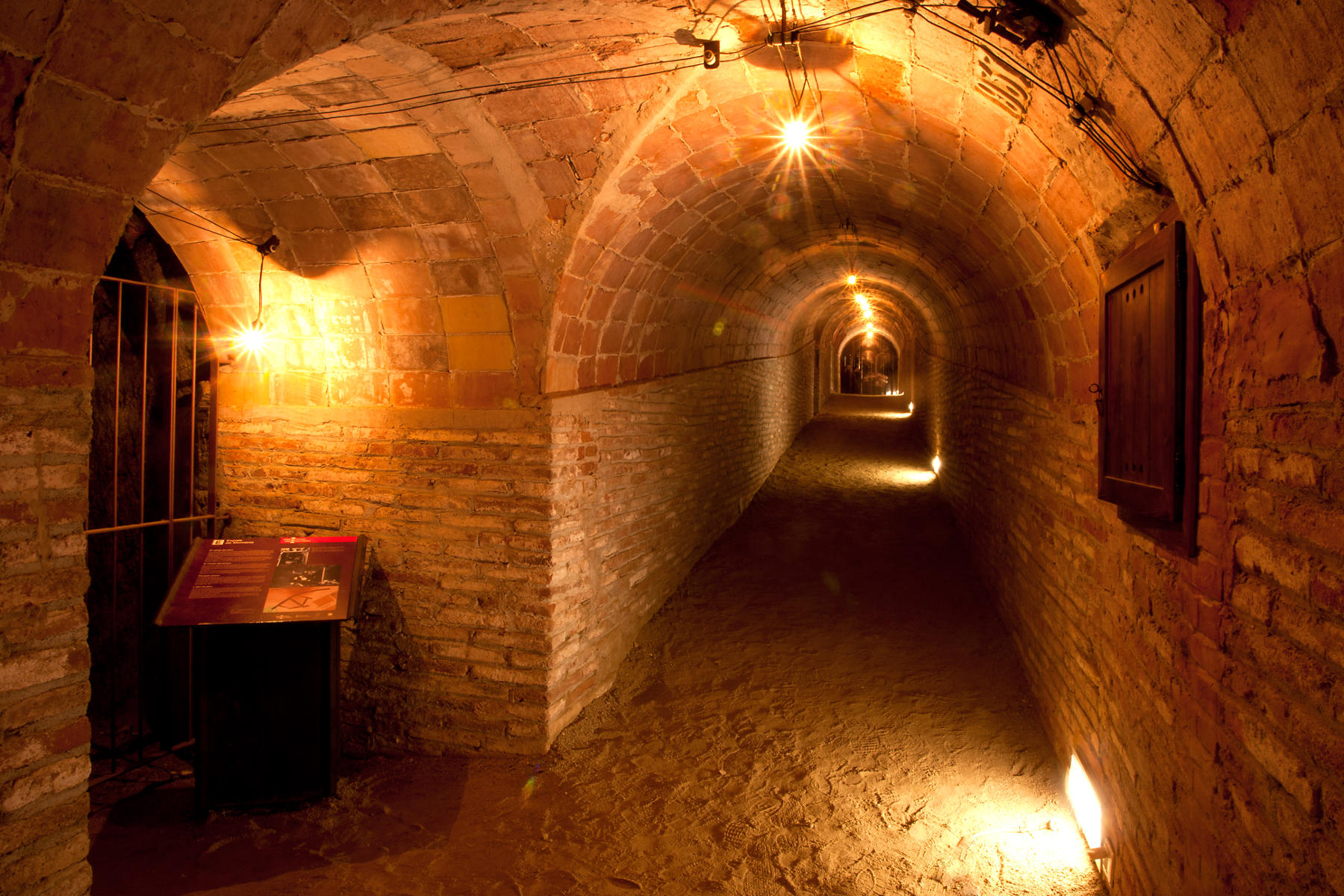
Luftschutzbunker
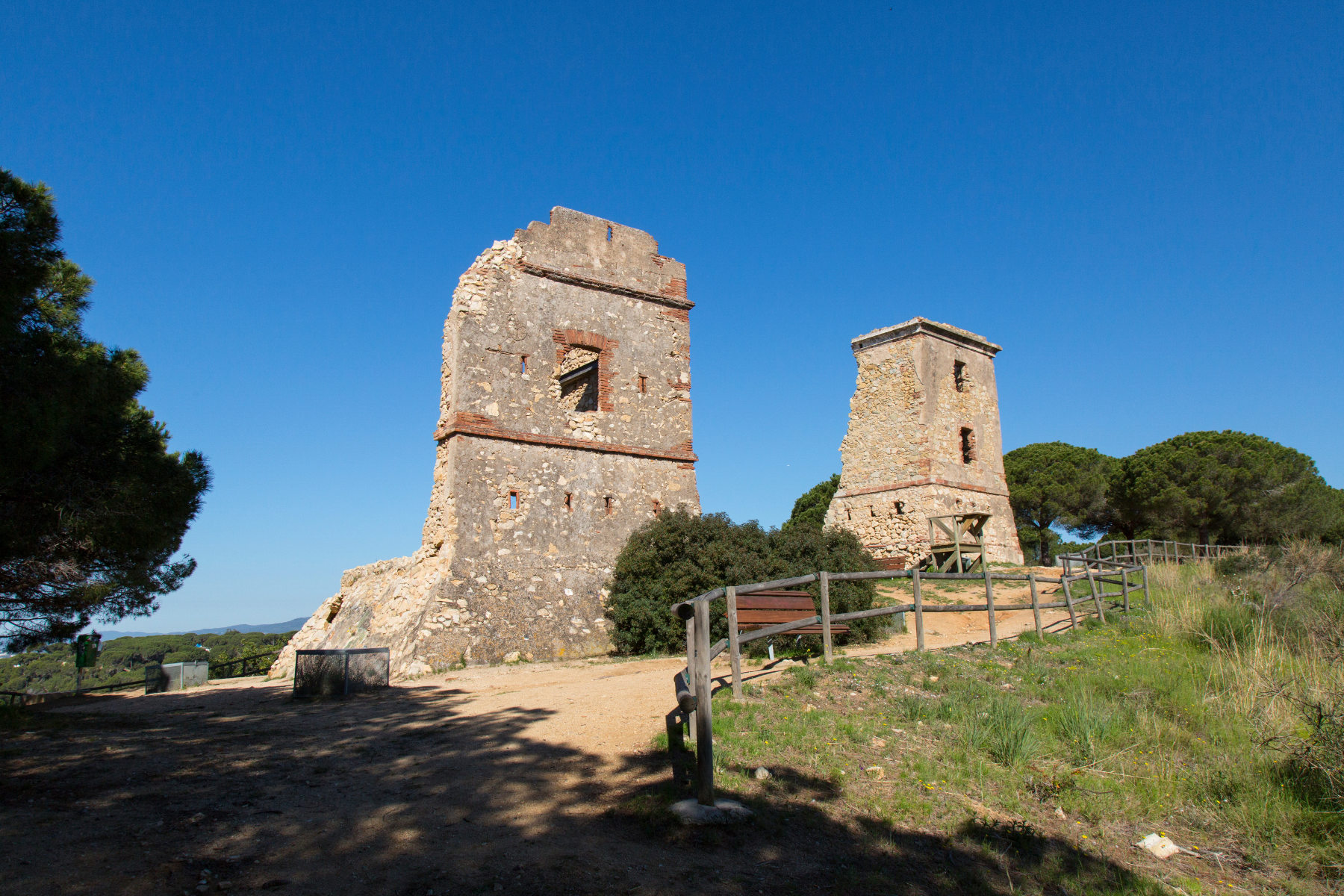
Ruinen der Signaltürme Les Torretes
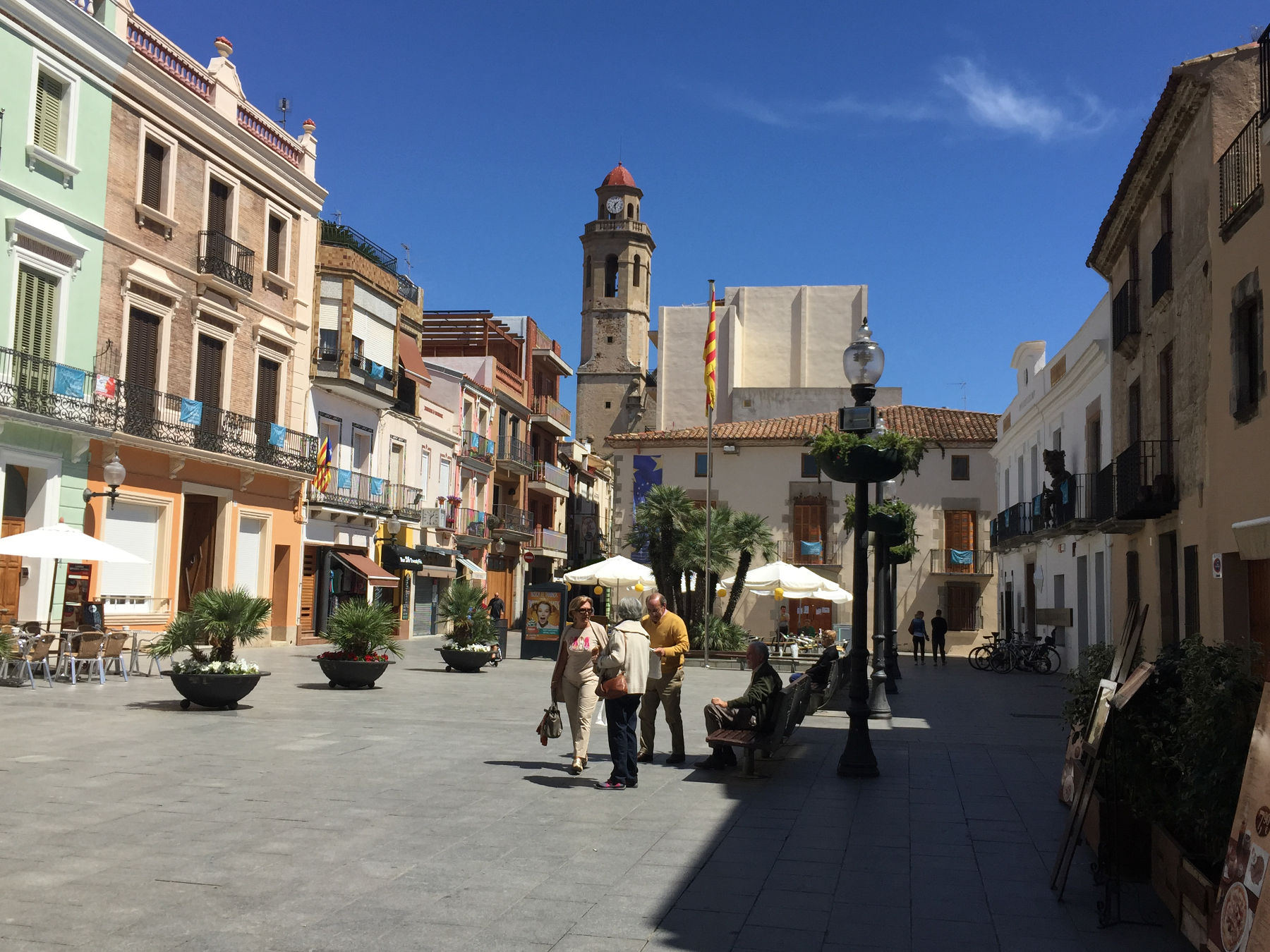
Rathausplatz mit der Kirche Santa Maria i Sant Nicolau im Hintergrund
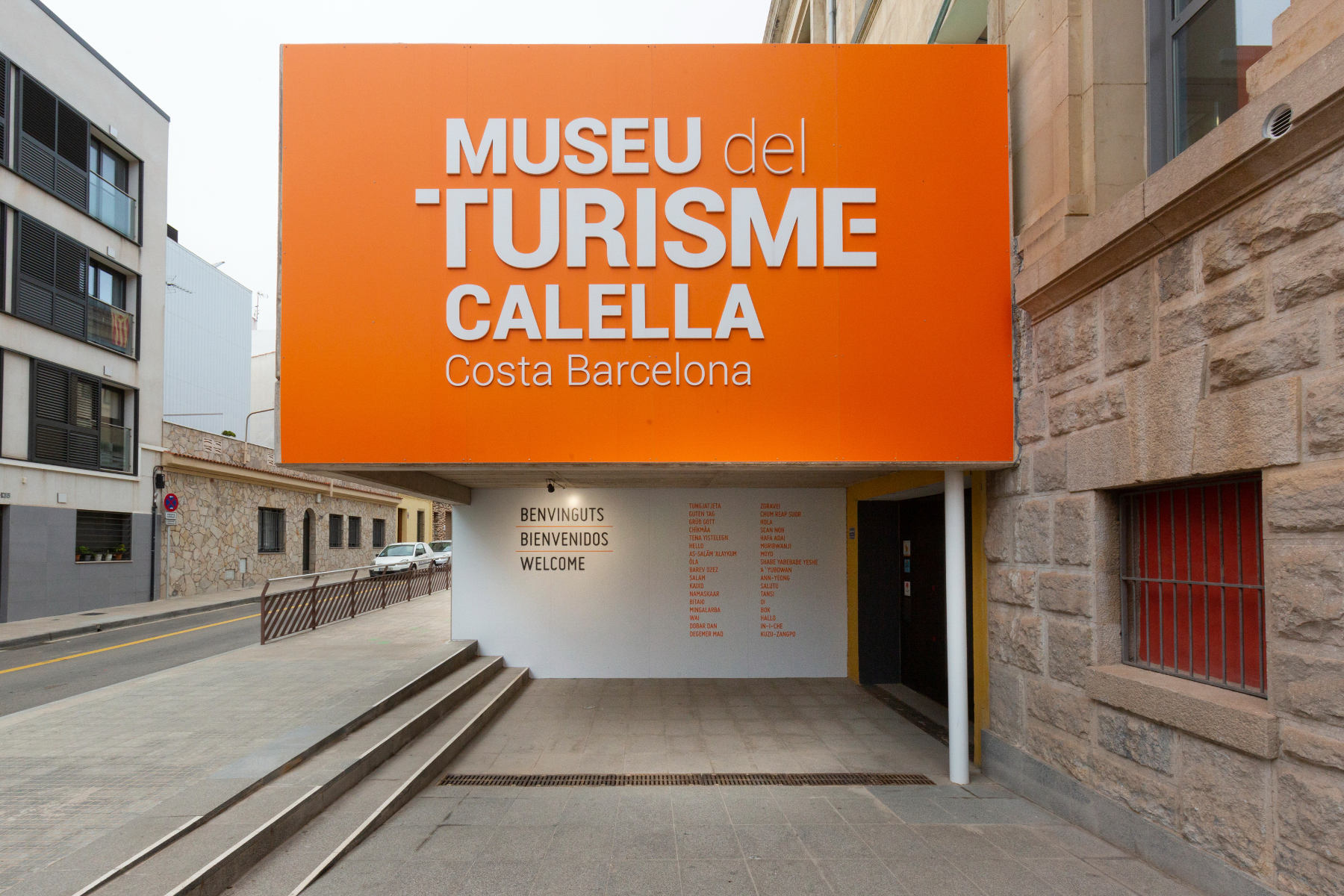
Das Tourismusmuseum
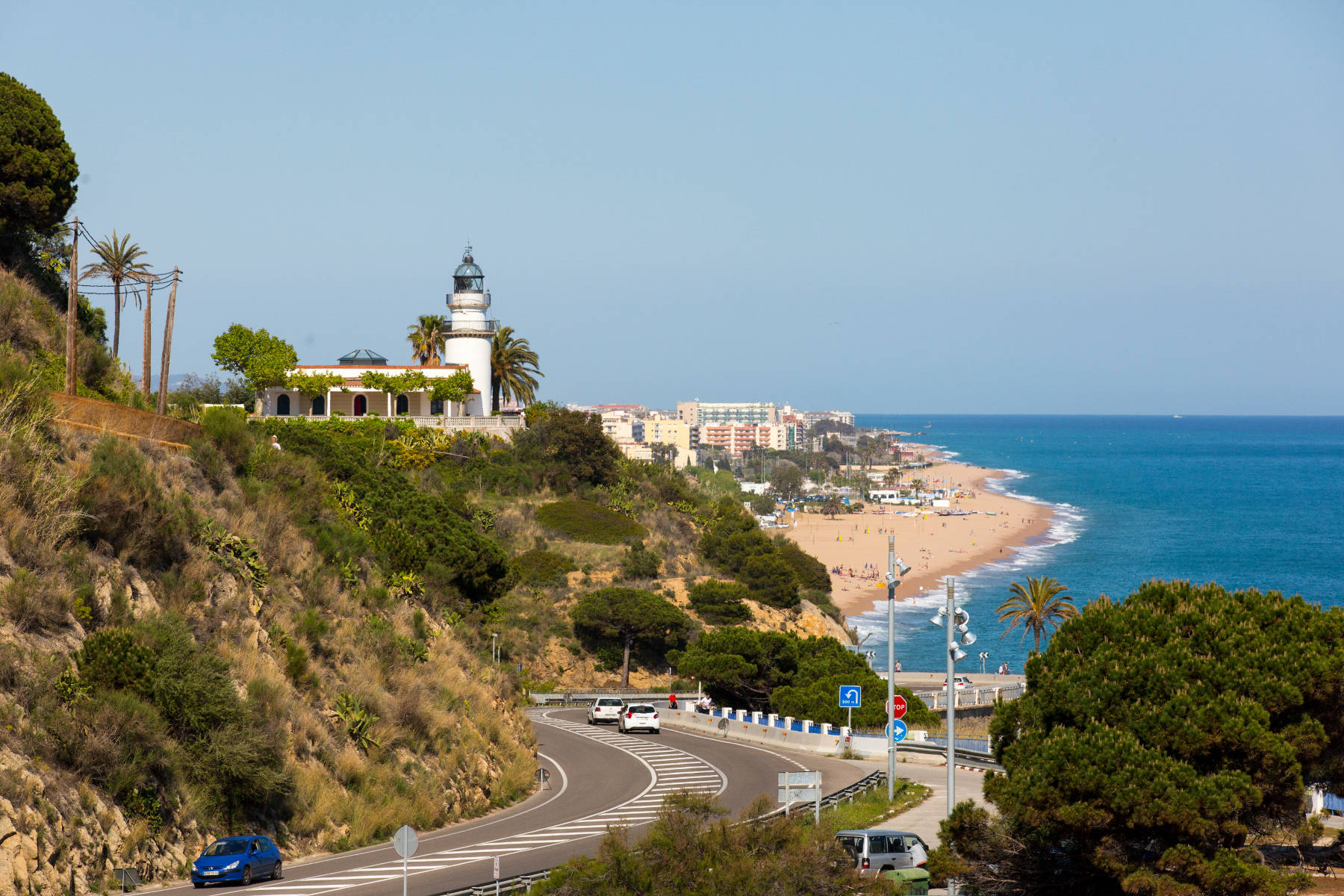
Leuchtturm mit Blick auf die Küste
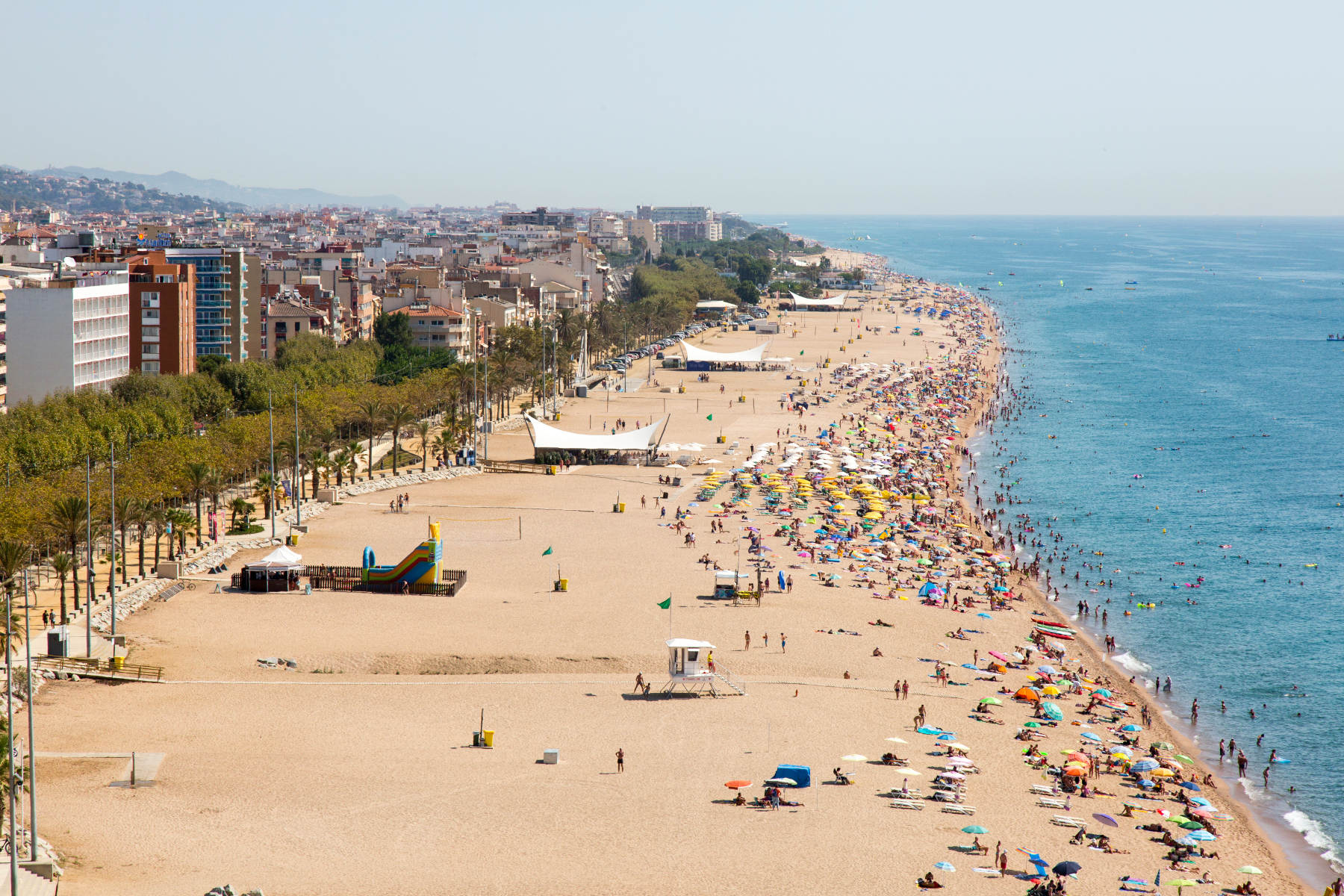
Calella Strand
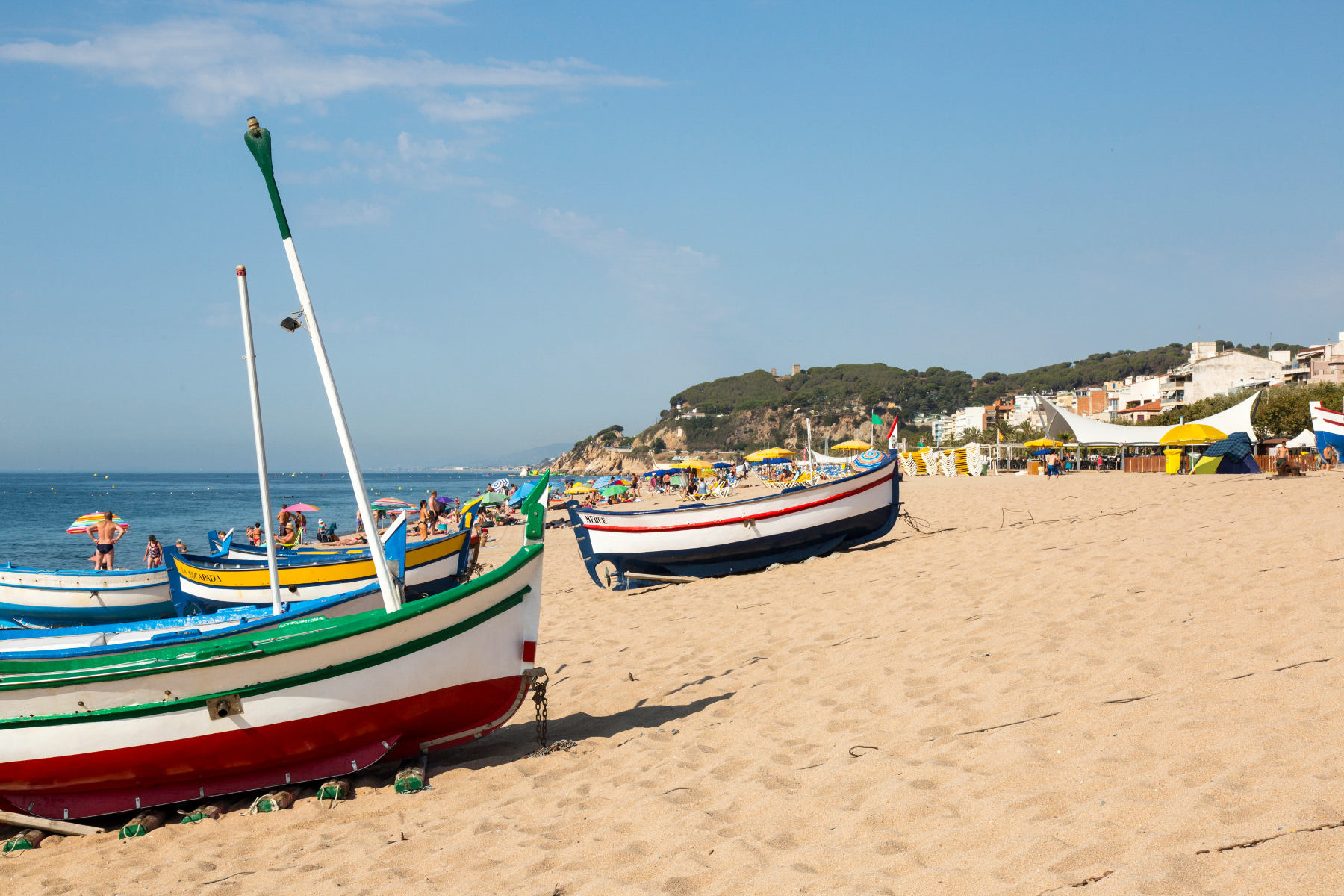
Calella Strand
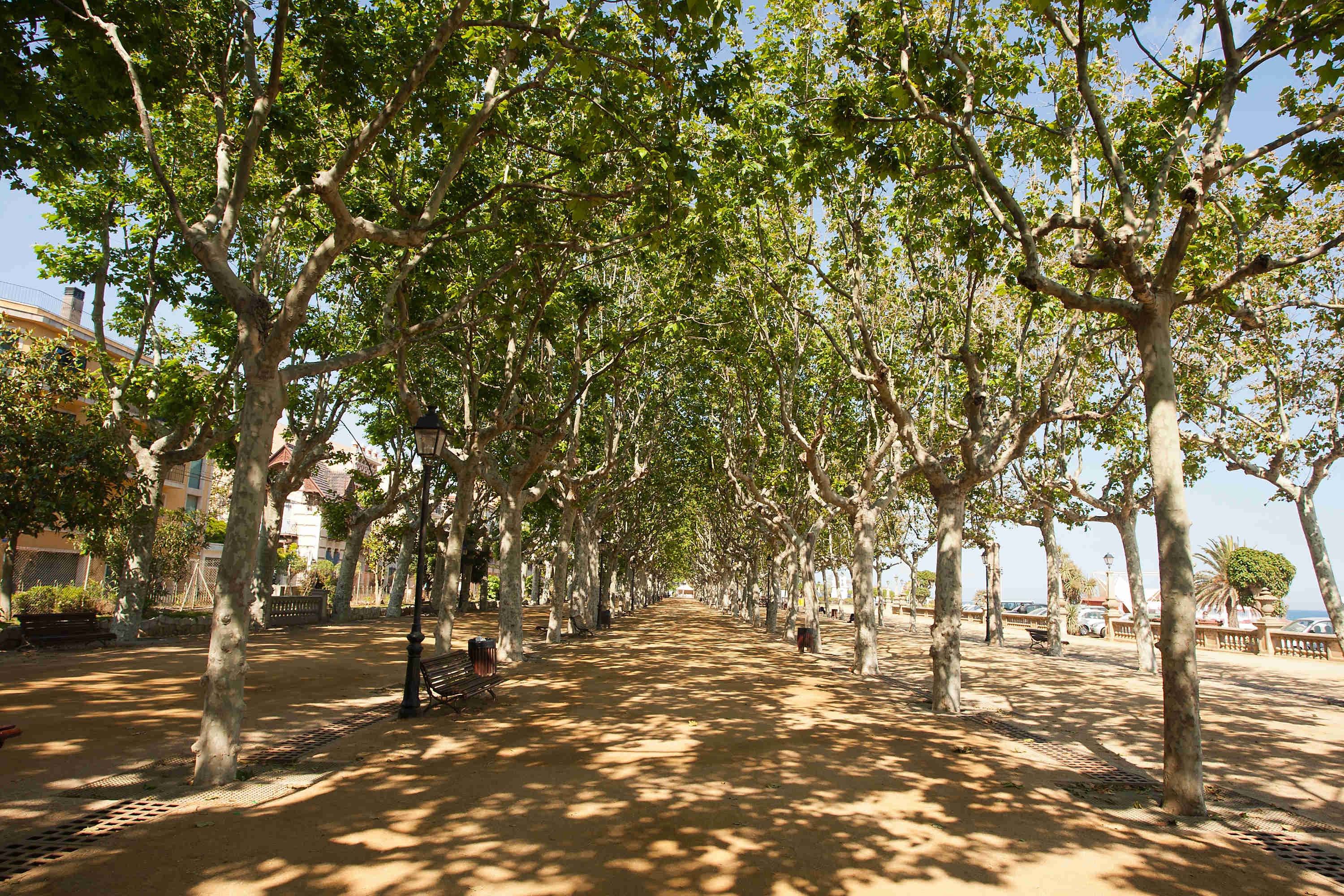
Passeig Manuel Puigvert
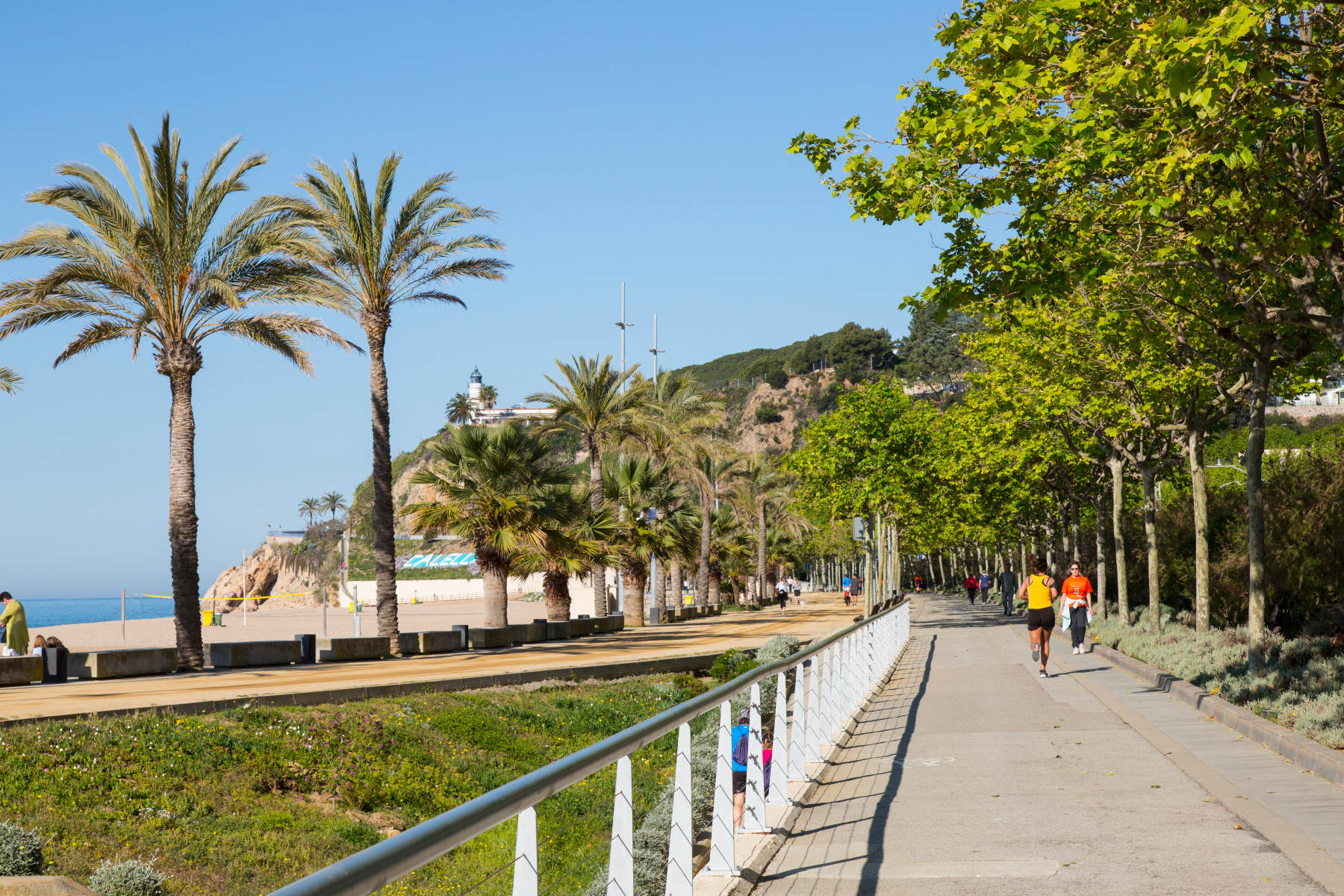
Passeig Garbí
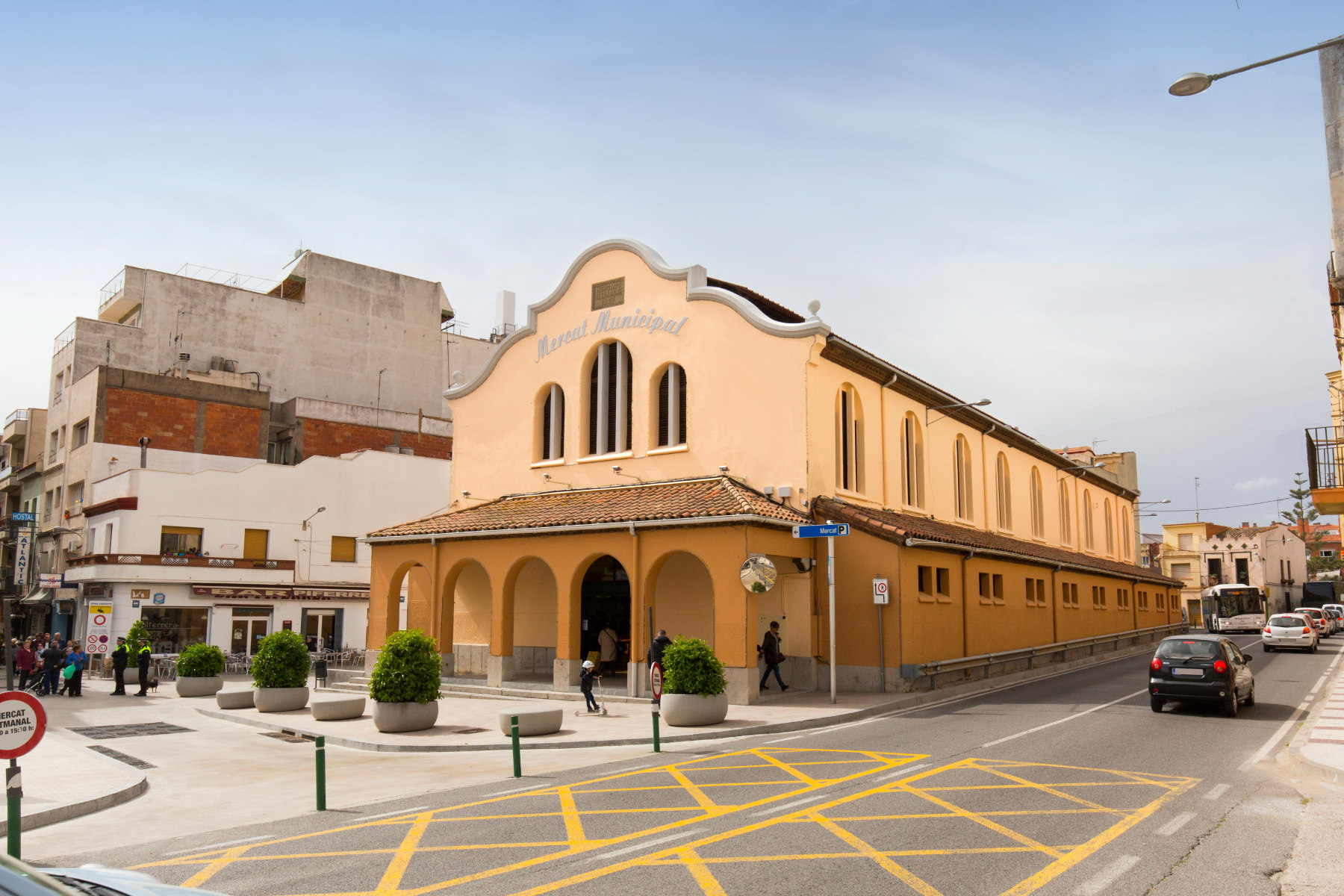
Markt
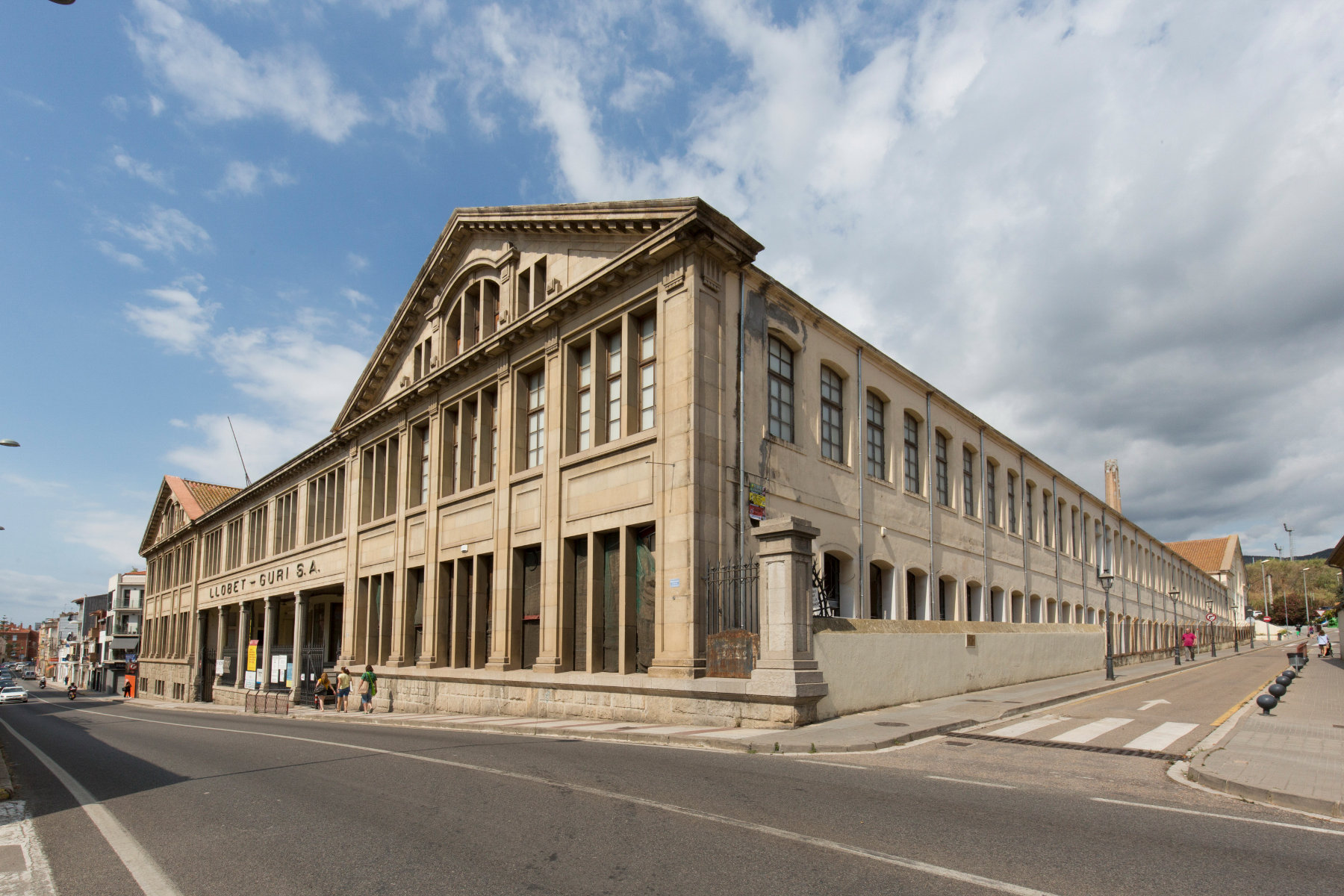
Fàbrica Llobet-Guri
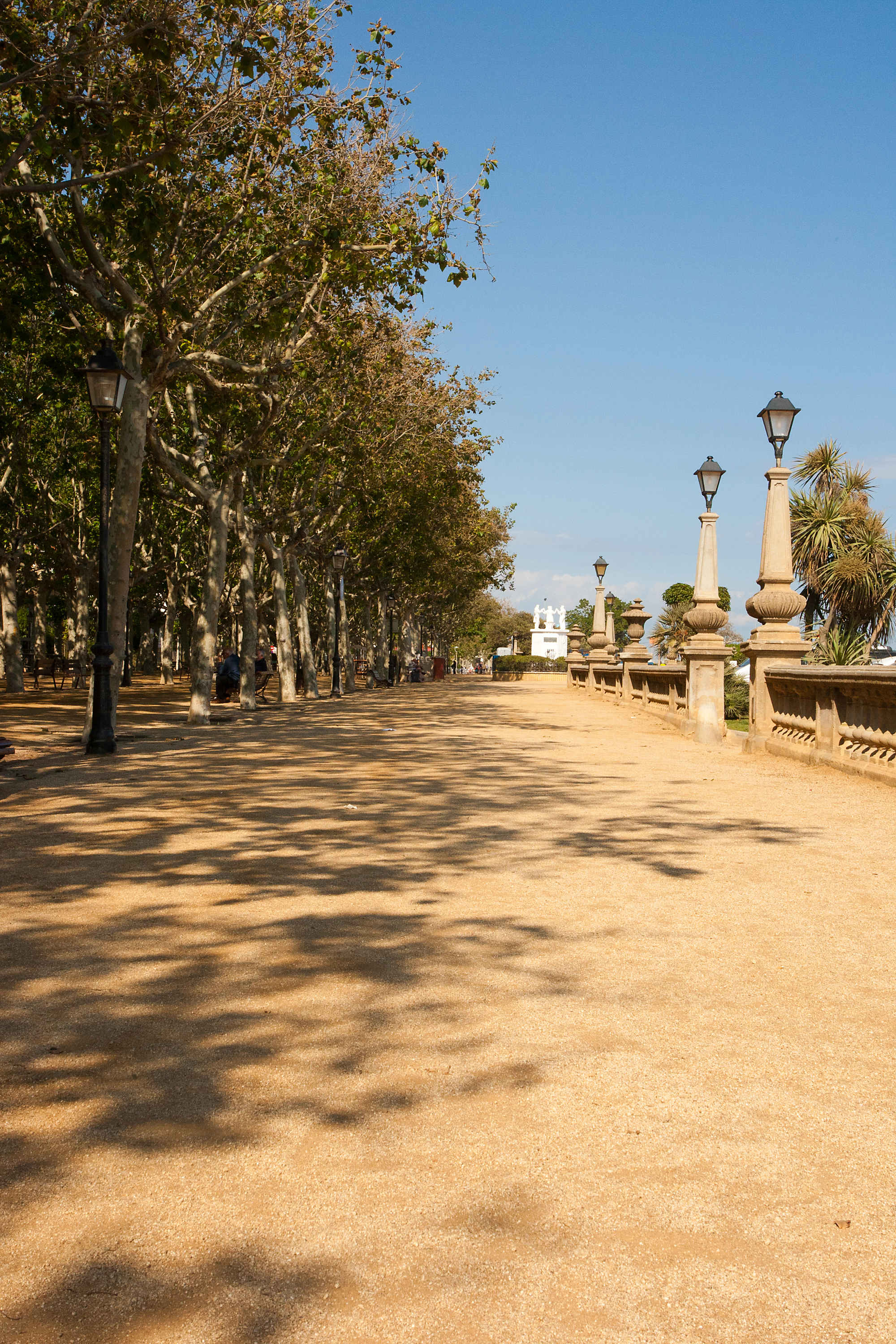
Passeig Manuel Puigvert
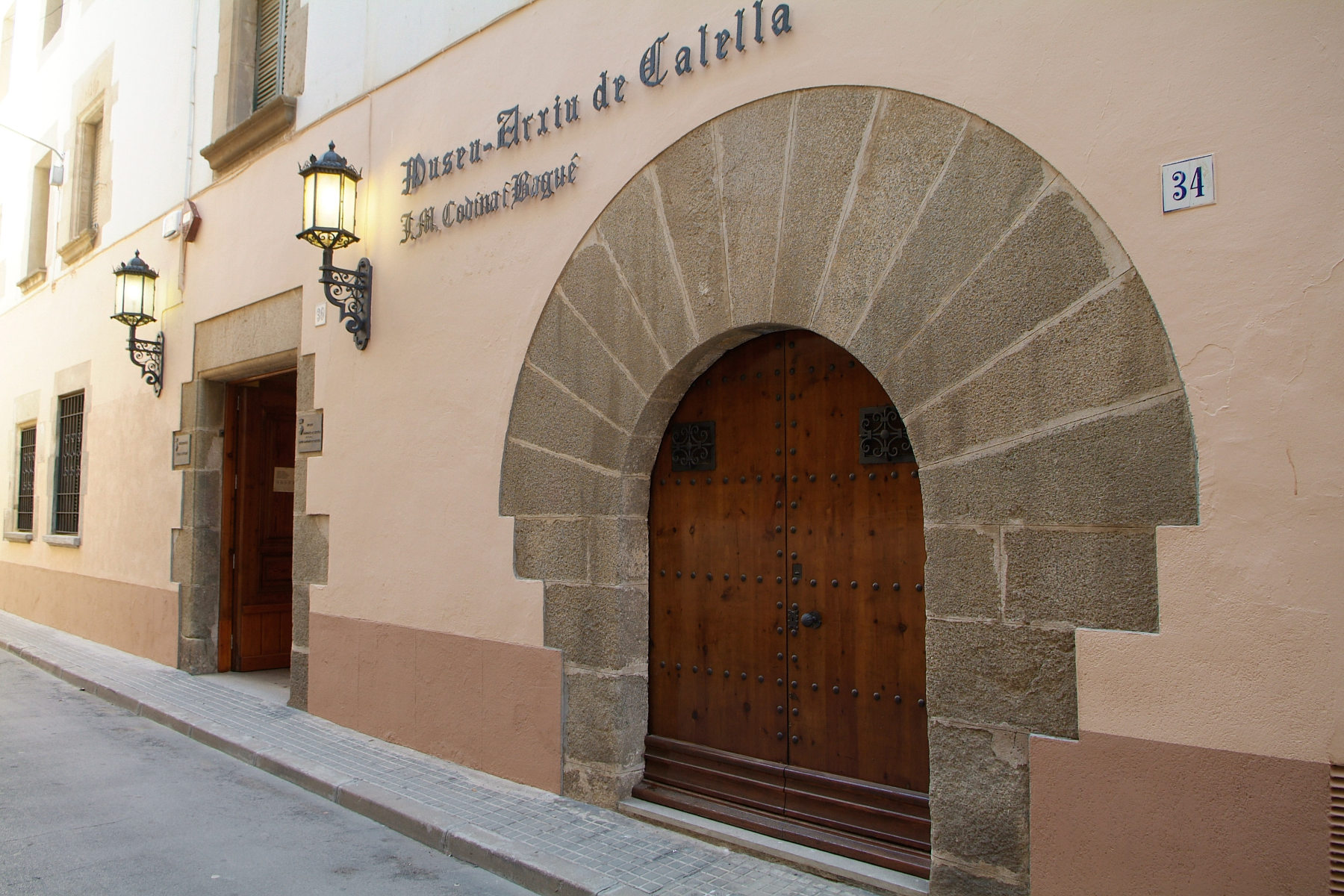
Das Museu-Arxiu (Museum-Archiv) der Stadt

## Sport
Seit 2009 wird hier im Oktober mit dem Ironman Barcelona (bis 2013 als Challenge Barcelona-Maresme) ein Triathlon über die Langdistanz (3,86 km Schwimmen, 180,2 km Radfahren und 42,195 km Laufen) ausgetragen.

## Städtepartnerschaft
- Ille-sur-Têt im Département Pyrénées-Orientales, (Frankreich) seit 13. Dezember 1987

## Söhne und Töchter (Auswahl)
- Camilo Plácido Crous y Salichs (1896–1985), römisch-katholischer Ordensgeistlicher, Apostolischer Vikar von Sibundoy
- Josep Maria Terricabras (1946–2024), spanischer Philosoph und Politiker
- Ruth Roura Llaverias (* 2006), Tennisspielerin